# IC 3354
IC 3354 је појединачна звијезда у сазвјежђу Дјевица која се налази на листи објеката дубоког неба у Индекс каталогу.
Деклинација објекта је + 12° 5' 49" а ректасцензија 12h 26m 51,5s.